# Masaki Eto
Masaki Eto (江藤正基 (?); 26 febbraio 1954) è un ex lottatore giapponese, specializzato nella lotta greco-romana.

## Palmarès

### Olimpiadi
- 1 medaglia:
  - 1 argento (Los Angeles 1983 nei pesi piuma)